# Феаген с Фасоса
Феаген с Фасоса (ср.-гр.; др.-гр. произношение — Теаген с Тасоса; греч. Θεαγένης ὁ Θάσιος)) — древнегреческий атлет V века до нашей эры, выступавший, как кулачный боец (аналог боксёра) и борец в панкратионе (приблизительный аналог смешанных единоборств). 

## Биография
Родился на острове Фасос в семье Тимосфена, жреца в храме Геракла. В дальнейшем возникла легенда, что сам Геракл в образе Тимосфена явился к его жене, и что она именно от него родила Феагена. Феаген, таким образом, считался сыном бога.
Эта легенда возникла благодаря тому, что Феаген с раннего детства отличался огромной физической силой. Согласно легенде, в возрасте девяти лет он якобы принес домой с агоры (городской площади) бронзовую статую бога, который ему понравился, а затем, по требованию отца, также отнёс её обратно.
В дальнейшем он прославился как атлет, выступавший на спортивных состязаниях по всей Греции, включая Олимпийские игры, а также Пифийские, Немейские и Истмийские игры, и, как считается, за свою жизнь получил 1400 лавровых венков за победы на различных состязаниях.
Когда Феаген скончался, то на острове Фасос в память о нём была воздвигнута статуя.

## Казус со статуей и посмертное почитание
Однако слава Феагена создала ему немало завистников и врагов, в том числе и среди побеждённых им атлетов. Один из них каждую ночь приходил к статуе и наносил ей удары. Так продолжалось до тех пор, пока статуя не упала, задавив насмерть своего обидчика.
После этого, сыновья погибшего потребовали, чтобы статуя была «наказана за убийство» их отца и брошена со скалы в море (потому, вероятно, что также казнили и живых убийц). Согласившись, что этого требует их закон, жители Фасоса сбросили в море статую Феогена.
После этого на острове случился неурожай и жители Фасоса оказались на грани гибели. По совету Дельфийского оракула, жители вернули всех изгнанников, но это не помогло. Оракул объяснил, что вернуть надо и Феагена. Наконец, один рыбак, рыбачивший под скалой, случайно зацепил сетями в море статую Феогена, и, при помощи других рыбаков, вытащил на берег. Оракул посоветовал жителям Фасоса восстановить статую и отдать ей божественные почести. В тот год погода улучшилась и неурожаи прекратились.
После этого жители Фасоса были твёрдо уверены, что боги наказали их за неуважение к их знаменитому земляку, к тому же, сыну самого Геракла, и что только искреннее раскаяние спасло их. С тех пор сам Феоген почитался на острове Фасосе как божество. Считалось, что молитва к Феогену перед этой статуей была способна принести людям исцеление от болезней. В дальнейшем, копии с «чудотворной статуи» были широко распространены по всей Греции и даже в сопредельных землях варваров (по выражению античного историка Павсания).
Справа в шаблоне статьи представлена фотография статуи «Кулачный боец», одой из немногих сохранившихся античных бронзовых статуй. Она была обнаружена в Риме в 1885 году во время рытья котлована для строительства театра. Неизвестно, изображает ли статуя именно Феагена, однако, она даёт определённое представление о внешнем облике древнегреческих борцов.